# Чак Вайлі (плавець)
Чак Вайлі (англ. Chuck Wiley, 12 вересня 1964) — американський плавець.
Призер Чемпіонату світу з водних видів спорту 1998 року.